# Descriptiones et Icones Plantarum Rariorum Hungariae
Descriptiones et Icones Plantarum Rariorum Hungariae (abreviado Descr. Icon. Pl. Hung.) es un libro con ilustraciones y descripciones botánicas que fue editado conjuntamente por  Franz de Paula Adam von Waldstein y Pál Kitaibel. Fue publicado en tres volúmenes en los años 1802-1812.